# Política exterior

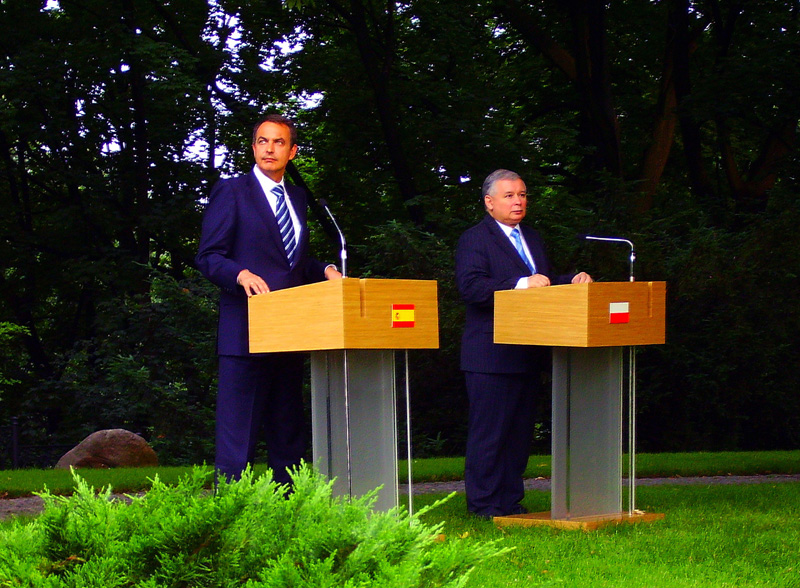
Encuentro entre los entonces primeros ministros de España José Luis Rodríguez Zapatero y Polonia (Jarosław Kaczyński), en 2007.

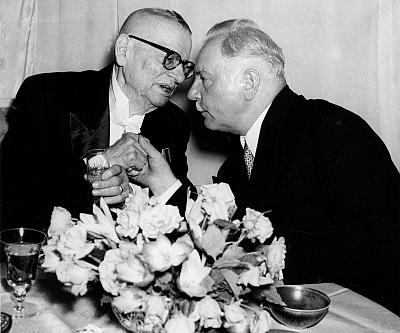
J. K. Paasikivi, presidente de Finlandia, fue recordado como el principal arquitecto de las relaciones exteriores de Finlandia con la Unión Soviética después de la Segunda Guerra Mundial. De izquierda a derecha: el presidente Paasikivi y el jefe de Estado soviético, Kliment Voroshilov, en Moscú.

La política exterior se define como el conjunto de las decisiones y acciones públicas que toma el gobierno de un Estado dirigidas en el ambiente internacional en función de los intereses nacionales.  También puede definirse como un área de actividad gubernamental que es concebida entre relaciones del Estado con otros factores. Es la variable externa del proyecto que toda nación define en determinado momento de su desarrollo histórico. Como parte integral de un proyecto nacional que tenga un país, la política exterior debe responder, en primer término, a las aspiraciones de paz y seguridad y a las necesidades de desarrollo político, económico y social del país. Esta refleja la solidez de un Estado, integrado como nación, con un gobierno estable y con una soberanía depositada en los ciudadanos y expresada por sus representantes por medio del interés nacional.
Los objetivos de la política exterior son diversos y están interconectados, lo que contribuye a un enfoque global para cada Estado. La defensa y la seguridad suelen ser objetivos primordiales, con Estados que forman alianzas militares y emplean el poder blando para combatir las amenazas. Los intereses económicos, incluidos los acuerdos comerciales y la ayuda exterior, son fundamentales para el papel de un país en la economía mundial. Además, muchos Estados han desarrollado programas humanitarios basados en la responsabilidad de proteger, apoyando a los países menos poderosos mediante diversas formas de ayuda. El estudio de la política exterior examina las razones y los métodos que subyacen a las interacciones estatales, y los grupos de reflexión y las instituciones académicas proporcionan investigación y análisis para fundamentar las decisiones políticas.

## Historia
La idea de la gestión a largo plazo de las relaciones internacionales siguió al desarrollo de cuerpos diplomáticos profesionales que gestionaban la diplomacia.
En el siglo XVIII, debido a la extrema turbulencia de la diplomacia europea y a los continuos conflictos, la práctica de la diplomacia se vio a menudo fragmentada por la necesidad de tratar cuestiones aisladas, denominadas «asuntos». Así, mientras que la gestión interna de tales asuntos se denominaba asuntos civiles (revueltas campesinas, déficit de tesorería e intrigas cortesanas), el término asuntos exteriores se aplicaba a la gestión de cuestiones temporales fuera del ámbito soberano. Este término siguió siendo de uso generalizado en los estados de habla española en el siglo XX, y sigue siendo el nombre de los departamentos varios estados que gestionan las relaciones exteriores. Aunque originalmente pretendían describir la gestión a corto plazo de un asunto específico, en la actualidad estos departamentos gestionan todas las relaciones internacionales cotidianas y a largo plazo entre los estados.
Los Think tanks son empleados ocasionalmente por organizaciones gubernamentales de relaciones exteriores para proporcionar investigación y asesoramiento en el desarrollo de propuestas de política exterior, alternativas a la política existente, o para proporcionar evaluaciones analíticas de las relaciones en evolución.

## Definición
La política exterior de un Estado debe basarse en un profundo conocimiento de la realidad internacional en la que se desenvuelve y sobre la que pretende influir, solo así una Nación puede sacar pleno provecho de las oportunidades y, en lo posible, evitar los riesgos que se le presenten.[cita requerida]
Vista de esa manera, de acuerdo con Andrés Rozental, la esencia de la política exterior es un cálculo político de quienes tienen a su cargo su diseño y puesta en práctica, respecto de la mejor manera de promover los valores y las aspiraciones de paz y desarrollo de las personas de su nación. Por ello, la definición correcta y oportuna de los intereses del país en el escenario mundial, junto con la instrumentación de una estrategia coherente para alcanzar los objetivos marcados, constituyen una de las tareas más complejas y, a la vez, una de las más altas responsabilidades del Estado.
La política exterior de un país debe tener puntos en común, entre los que se pueden mencionar los siguientes:
- No puede ser separada de la política interior de los Estados.
- Es una política manejada por el grupo de personas que se encuentre en el poder en ese momento. Debido a lo anterior, las políticas pueden variar de un gobierno a otro.
- El conjunto de políticas que se definan deben funcionar como un instrumento conciliador entre el interés nacional y los intereses globales.
- Debe establecer objetivos y estrategias concretas para la solución de un problema o un determinado fin.

De esta manera, el conjunto de normas internacionales, acordadas mediante el ejercicio de la soberanía, es parte integrante de la legislación interna de los Estados.
La política exterior está íntimamente ligada con la política interna de cada Estado y con las decisiones que sus gobernantes tomen para el bienestar general de sus habitantes, influidos por factores históricos, geográficos, etc. que les hacen mantener una política estable que no perjudique a los suyos y que al mismo tiempo gocen de los beneficios que el ámbito internacional ofrece, manteniendo así relaciones pacíficas con los demás sujetos internacionales.
La política exterior de un país es instrumental para alcanzar ciertos objetivos nacionales, lo que implica que deberá caracterizarse por su adecuada flexibilidad y mantenerse en evolución al desarrollo del sistema internacional para poder servir eficazmente a los intereses de su nación.

## Toma de decisiones
El proceso de toma de decisiones en política exterior implica las fases siguientes:
- La evaluación del ambiente político internacional y doméstico: La política exterior se hace y se aplica dentro de un contexto político internacional y doméstico, que debe entenderse por un Estado para determinar la mejor opción de la política exterior. Por ejemplo, un Estado puede necesitar responder a una crisis internacional.
- Configuración de las metas: - Un Estado tiene múltiples metas en política exterior. Un Estado debe determinar qué metas son afectadas por el ambiente político internacional y doméstico en un momento dado. Además, las metas de la política exterior pueden oponerse entre sí, lo que obligará al Estado a priorizar.
- La determinación de opciones políticas: - Un Estado debe entonces determinar qué opciones políticas están disponible para encontrar la meta (o el conjunto de metas) a la luz del ambiente político dado. Implicará una evaluación de la capacidad del Estado para aplicar las diferentes opciones políticas y una evaluación de las consecuencias de cada opción política.
- Acción formal de toma de decisiones - Una decisión formal de política exterior se tomará en algún nivel dentro de un gobierno. Las decisiones de la política exterior son tomadas generalmente por la rama ejecutiva del gobierno. Los actores o instituciones gubernamentales más comunes en la toma de decisiones en política exterior incluyen: el jefe de Estado (por ejemplo, un presidente) o la cabeza de gobierno (por ejemplo un primer ministro), el gabinete, o el ministro.
- La aplicación o implementación de la opción política escogida - Una vez que se ha escogido una opción de política exterior, y se ha tomado una decisión formal, entonces dicha política se debe aplicar. La política exterior es comúnmente desarrollada y llevada a cabo por departamentos especializados en política exterior de la burocracia estatal, tal como un Ministerio de asuntos exteriores (Europa) o un Departamento de Estado (Estados Unidos). Otros departamentos pueden tener también un papel en la aplicación de la política exterior, tal como los departamentos para: el comercio, la defensa, y la ayuda.

## Análisis de la política exterior
El análisis de la política exterior implica el estudio de cómo el Estado hace político y de su comportamiento externo, mediante la identificación de categorías Desde esta perspectiva el Estado es considerado como el actor principal y básico de las relaciones internacionales. Aun así, dada la cantidad y diversidad de los actores que interactúan en el sistema internacional en la actualidad, este análisis no puede excluir aquellas acciones que están dirigidas a otro tipo de actores. El papel de los Estados en los organismos internacionales, la relación con las Organizaciones No Gubernamentales y las acciones contra el crimen organizado o los grupos terroristas, por ejemplo, también forman parte de la agenda y construcción de la política exterior de los Estados.
Debido a que el análisis de la política exterior implica tanto el estudio de la política internacional como de los asuntos domésticos, la disciplina académica se localiza e incide en la intersección entre la teoría de las relaciones internacionales y la política pública. La política exterior se nutre de disciplinas como el estudio de la diplomacia, de la guerra (o del conflicto), de las organizaciones a, y de las sanciones económicas, cada una de las cuales cobran una importancia capital por la cual el Estado puede llevar a cabo su política exterior.[cita requerida]
Académicamente hablando, el análisis de la política exterior se encuentra más comúnmente estudiado dentro de la ciencia política y las relaciones internacionales.[cita requerida]

### Modelo de actor racional
El modelo de actor racional se basa en la teoría de la elección racional. El modelo considera al Estado la unidad primaria del análisis, y a las relaciones interestatales (o relaciones internacionales) como el contexto para su análisis. El Estado se ve como un actor unitario monolítico, capaz de tomar decisiones racionales para posicionarse preferentemente y a maximizar su valor.[cita requerida]
Según el modelo de actor racional, el Estado usa el proceso de toma de decisión racional, un proceso que incluye: 
- La configuración de las metas y su valoración
- La consideración de las opciones
- La evaluación de sus consecuencias
- La maximizan de valor

### Críticas
El modelo de actor racional ha sido susceptible de críticas. Así, Michael Clarke apunta que "el modelo tiende a descuidar una gama de variables políticas, que incluirían: las decisiones políticas, las decisiones no-políticas, los procedimientos burocráticos, la continuación de políticas previas, y del gran accidente".

### Otros modelos
- Modelo de interconexiones políticas
- Modelo burocrático político
- Modelo del proceso organizacional
- Modelo auto-ampliador
- Modelo de proceso político

## Influencias

### Poder y capacidades nacionales
Las superpotencias son capaces de proyectar su poder y ejercer su influencia en todo el mundo, mientras que las grandes potencias y las potencias medias tienen una influencia moderada en los asuntos mundiales.
Las pequeñas potencias tienen menos capacidad para ejercer su influencia unilateralmente, ya que disponen de menos recursos económicos y militares. En consecuencia, es más probable que apoyen a organizaciones internacionales y multilaterales. Las burocracias diplomáticas de los Estados más pequeños también son más reducidas, lo que limita su capacidad para entablar una diplomacia compleja. Los Estados más pequeños pueden tratar de aliarse con países más grandes para obtener beneficios económicos y defensivos, o pueden evitar involucrarse en disputas internacionales para mantenerse en términos amistosos con todos los países.

### Forma de gobierno
Las instituciones políticas y las formas de gobierno desempeñan un papel en la política exterior de un país. En una democracia, tanto la opinión pública como los métodos de representación política afectan a la política exterior de un país. También se cree que los países democráticos son menos propensos a recurrir a conflictos militares entre sí. Los Estados Autocráticos son menos propensos a utilizar el legalismo en su política exterior.  Bajo una dictadura, la política exterior de un Estado puede depender en gran medida de las preferencias del dictador.  Los dictadores que interfieren significativamente en su aparato de política exterior pueden ser menos predecibles y más propensos a cometer errores de política exterior.

## La política exterior europea
Al crearse la Comunidad Económica Europea, precedente de la actual Unión Europea, los Estados miembros se reservaron el dominio particular de las relaciones exteriores, considerando que era un ámbito intransferible de las respectivas soberanías nacionales. Sin embargo, en cada uno de los Tratados europeos se ha ido consolidando la dimensión política del organismo comunitario hasta llegar a la actual Unión Europea. Los estados han cedido parte de sus competencias originales también en materia de política exterior.
En la actualidad, y de acuerdo con el Tratado más reciente (el de Lisboa), la Unión Europea dispone de personalidad jurídica propia, de una estructura institucional para su acción exterior (en tanto que Unión), y de una política exterior propia denominada política exterior y de seguridad común (más conocida por sus siglas PESC, o en inglés CFSP). 
Las nuevas estructuras europeas encargadas de sostener su política exterior son, en esencia, el Servicio Europeo de Acción Exterior (SEAE, EEAS en inglés) y el Alto Representante de la Unión Europea para asuntos exteriores y política de seguridad (que actúa, en cierta manera, como un auténtico «ministro» de exteriores de la Unión). 
Dentro y fuera del Parlamento europeo ha accedido a tener un mínimo papel de control de la PESC, ha tenido de ser forzosamente informado con periodicidad de las políticas exteriores empresariales y ha podido formular recomendaciones. No obstante, donde el Parlamento Europeo tiene verdaderas facultades decisorias es en la aprobación de los acuerdos internacionales suscritos por la Unión (el Consejo Europeo necesita obligatoriamente la aprobación del Parlamento para poder concluirlos) y, también, a través de la aprovación del presupuesto anual de la Unión y por lo tanto de las partias correspondientes a la PESC. 